# Kili, Marshallöarna

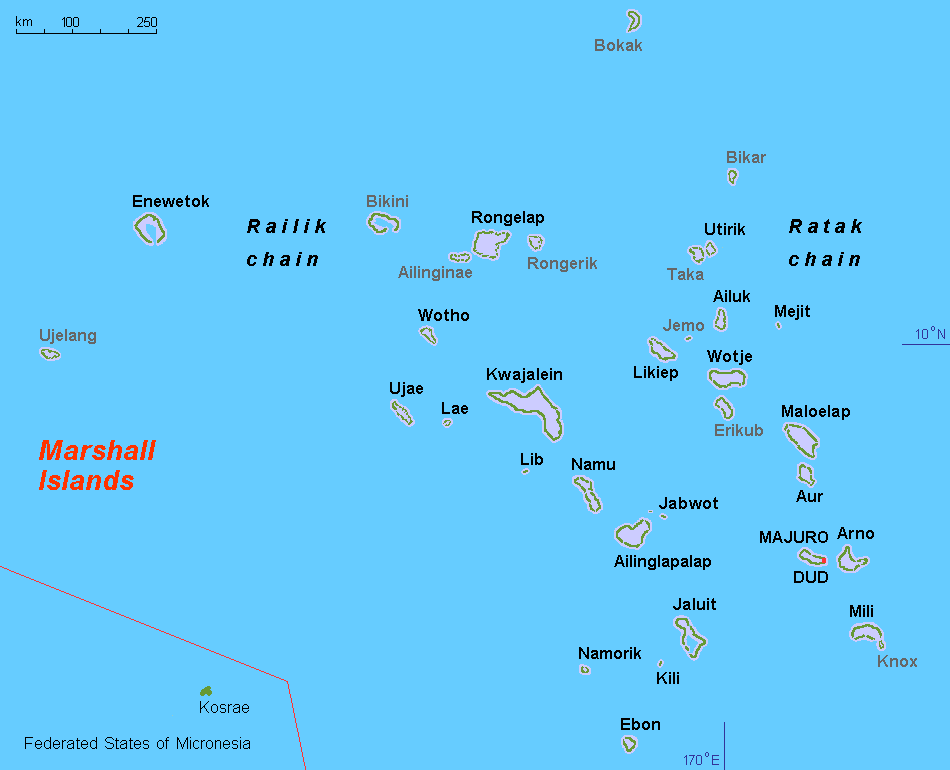
Marshallöarna, Kili nedom Jaluit vänster om Majuro

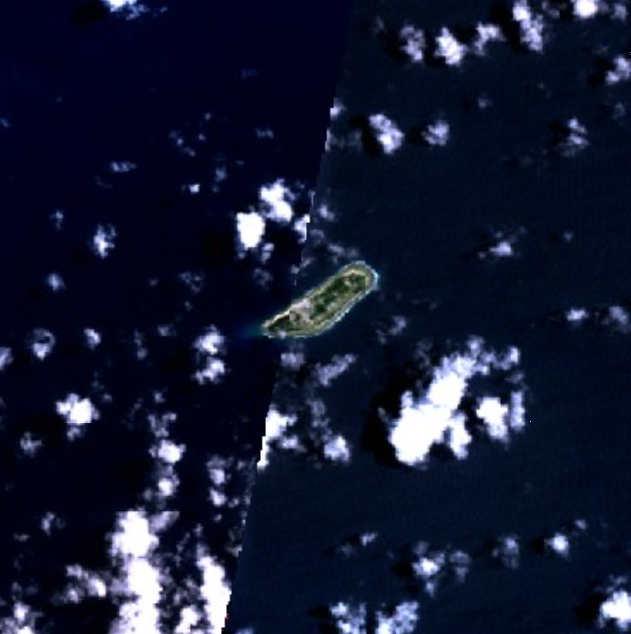
Kili

Kili (Marshallesiska Kõle) är en ö bland Raliköarna i norra Stilla havet och tillhör Marshallöarna.

## Geografi
Kili ligger ca 230 km väster om huvudön Majuro och ca 20 km sydväst om Jaluit.  
Ön är en korallö och har en total areal om ca 0, 93 km² och omges av ett korallrev (1). Ön är bland de minsta områden i Marshallöarna och den högsta höjden är på endast 6 m ö.h. (2).
Befolkningen uppgår till ca 800 invånare (3). Förvaltningsmässigt utgör ön en egen "municipality" (kommun). Ön kan endast nås med fartyg.

## Historia
Raliköarna har troligen bebotts av mikronesier sedan cirka 1000 f.Kr. och några öar upptäcktes redan 1526 av spanske kaptenen Alonso de Salazar.
Kili upptäcktes den 19 september 1797 av brittiske kapten Thomas Bennet som då namngav ön "Hunter Island" (4). Öarna hamnade senare under spansk överhöghet.
Neuguinea-Compagnie, ett tyskt handelsbolag, etablerades sig på Raliköarna kring 1859 och den 22 oktober 1885 köpte Kejsardömet Tyskland hela Marshallöarna av Spanien. Bolaget förvaltade öarna fram till den 13 september 1886 då området först blev ett tyskt protektorat och 1906 blev del i Tyska Nya Guinea (5).
Under första världskriget ockuperades området i oktober 1914 av Japan som i december 1920 även erhöll ett förvaltningsmandat - det Japanska Stillahavsmandatet - över området av Nationernas förbund efter Versaillesfreden 1919.
Under andra världskriget användes ögruppen som militärbas av Japan tills USA erövrade området våren 1944. Därefter hamnade ögruppen under amerikansk överhöghet. 1947 utsågs Marshallöarna tillsammans med hela Karolinerna till "Trust Territory of the Pacific Islands" av Förenta nationerna och förvaltades av USA fram till landets autonomi 1979.
Den 7 mars 1946 evakuerades hela befolkningen från Bikiniatollen inför de planerade kärnvapenprov först till Rongrikatollen och den 2 november 1948 vidare till Kwajalein och slutligen till Kili.